# 圣多明我修道院 (库斯科)

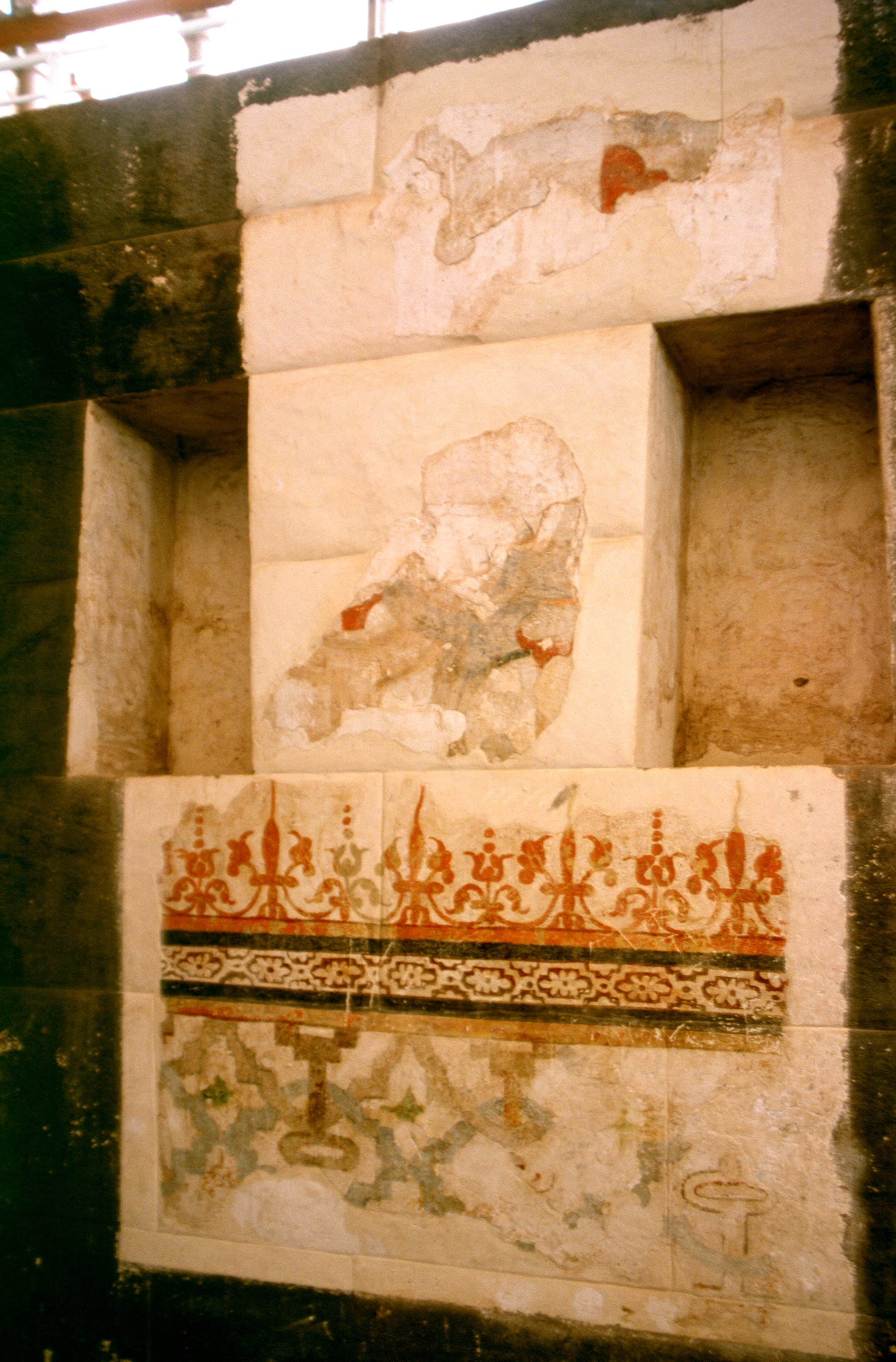
印加建筑的细节

圣多明我修道院（Convento de Santo Domingo）是秘鲁库斯科的一座多明我会修道院，建于太阳神殿遗址上。

## 历史
1534年10月，胡安·皮萨罗获得这块土地，将其给予一批来自墨西哥的多明我会传教士。圣多明我修道院的第一任院长是胡安·奥利亚斯。
建造工程历时数年，正式祝圣是在1633年。

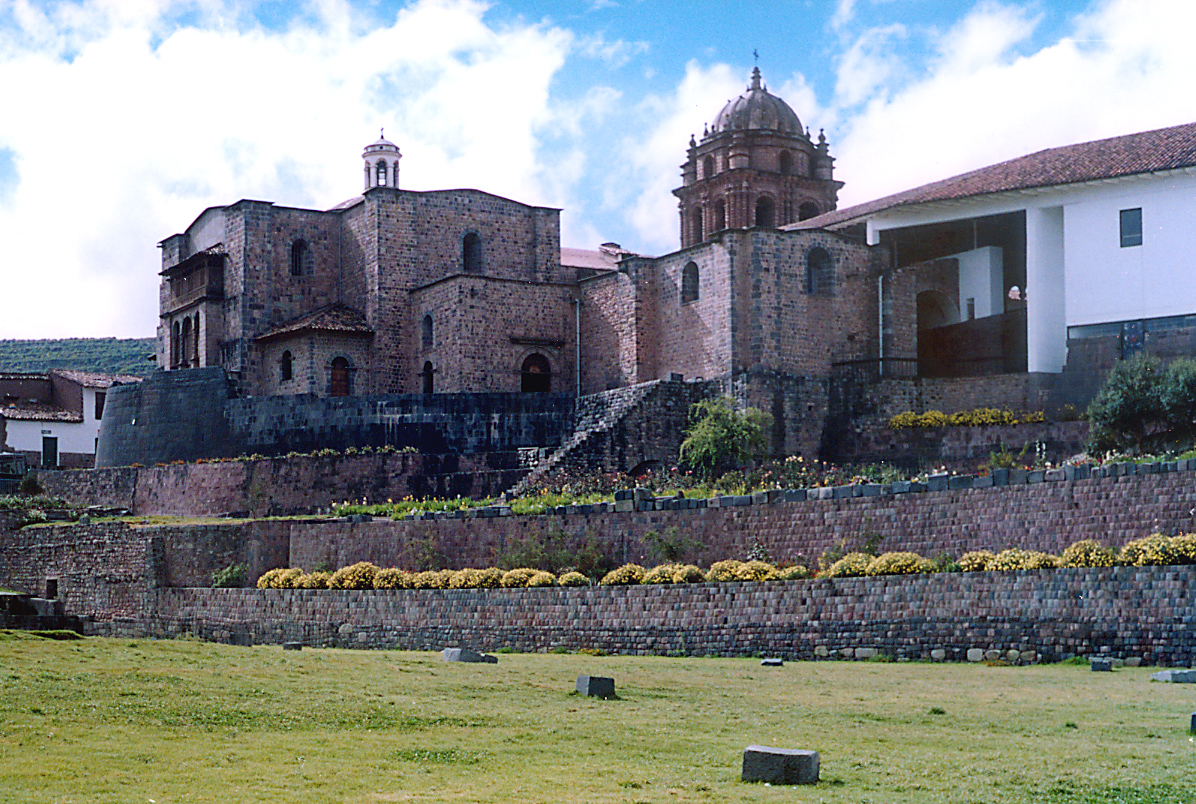
太阳神殿和圣多明我修道院

1650年的地震对修道院造成严重破坏，印加太阳神殿却保存下来。重建工程一直持续到1680年。
教堂有三个通廊，一个圆顶，墙壁装饰着来自塞维利亚的瓷砖。1551年，美洲的第一所大学国立圣马尔科斯大学在此修道院创立。